# Shahrestān-e Sepīdān
Shahrestān-e Sepīdān (persiska: شهرستان سپيدان, سپيدان) är en delprovins (shahrestan) i Iran.   Den ligger i provinsen Fars, i den centrala delen av landet, 600 km söder om huvudstaden Teheran.
Delprovinsen hade 91 049 invånare 2016.